# Xã Madison, Quận Franklin, Ohio
Xã Madison (tiếng Anh: Madison Township) là một xã thuộc quận Franklin, tiểu bang Ohio, Hoa Kỳ. Năm 2010, dân số của xã này là 23.509 người.